# Адвокат (лікер)

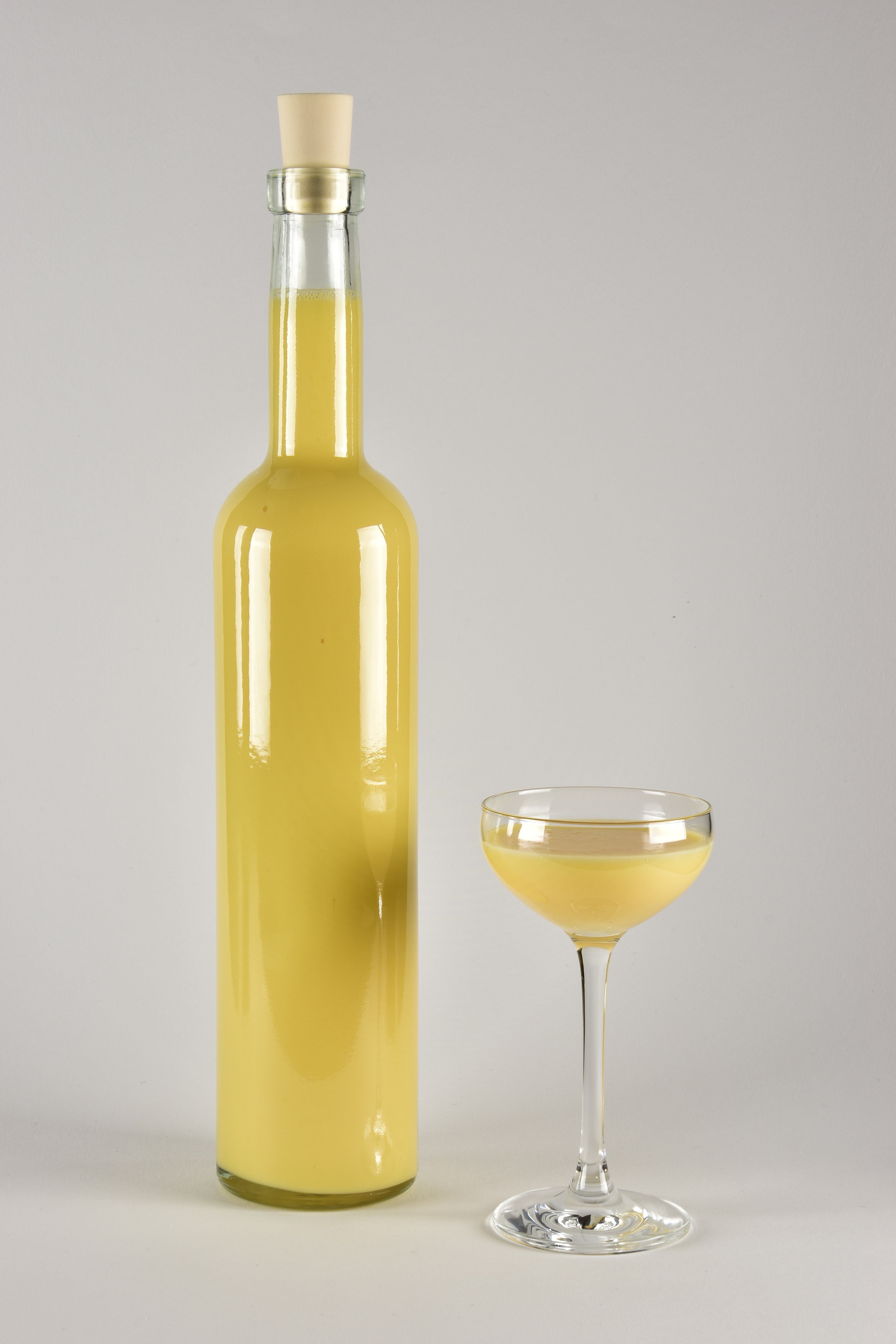

Адвока́т (нід. Advocaat або нід. advocatenborrel) — традиційний нідерландський спиртний напій на основі яєць, цукру та бренді. Насичений та кремовий напій має м'який смак, схожий на заварний крем. Зазвичай, вміст спирту коливається між 14 % та 20 % міцності. Лікер «Адвокат» може включати яєчні жовтки, ароматні міцні напої, цукор або мед, бренді, ваніль та подеколи вершки (чи згущене молоко без цукру). Серед відомих виробників адвокату є Bols, DeKuyper та Verpoorten.

## Етимологія
Advocaat у нідерландській мові означає «юрист». Назва напою є скороченням від advocatenborrel («напій адвоката»), де borrel позначає невеликий спиртний напій, який споживають повільно у компанії людей. Згідно з виданням Словник нідерландської мови (нід. Woordenboek der Nederlandsche taal) 1882 року, напій «назвали так, оскільки він добре змащує горло, й, відповідно, його вважають особливо корисним для юристів, які повинні виступати на публіку».

## Види та вжиток

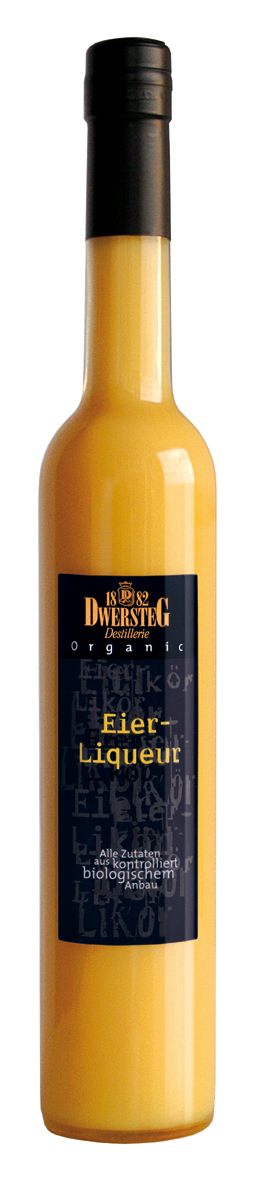
Пляшка адвокату

Густий адвокат продають переважно на ринках Нідерландів та Бельгії, хоча у менших об'ємах його можна знайти в Німеччині та Австрії. Його часто їдять маленькою ложкою, тоді як більш рідкі версії експортують. Густий адвокат містить яєчні жовтки, його використовують як намазку для вафель чи як складову кількох видів десертів на кшталт морозива, заварного крему та тістечок. Ще його часто подають як аперитив чи дижестив у широкій склянці зі збитими вершками, посипаними какао-пудрою.
В асортименті експортних напоїв використовують цілі яйця. Найвідомішим коктейлем із використанням адвокату є сніжка, який часто вживають у різдвяний період. Ще один коктейль, пухнасту качку, готують із ромом. Інший коктейль на основі адвокату, бомбардіно, часто можна натрапити на італійських гірськолижних курортах, а саме в італійських Альпах. Його готують, змішуючи адвокат, бренді та збиті вершки.

## Пов'язані напої
Польським відповідником адвокату є аєрконьяк (від нім. Eier — «яйця» і фр. Cognac — «коньяк»). Він містить горілку замість бренді, попри те, що назва вказує на протилежне.
Мексиканський напій ромпопе (ісп. Rompope) та колумбійський Сабайон (ісп. Sabajon) є дуже схожими лікерами на основі яєчних жовтків та ванілі. Деякі варіації мають додаткові складники.

## У популярній культурі
- Містер Ґрейді проливає склянки адвокату на Джека Торренса у фільмі Сяйво.
- У британському телешоу Кличте повитуху, персонажі п'ють адвокат та роблять коктейлі «Сніжка».